# Aymeric Minne
Aymeric Minne, né le 20 avril 1997 à Melun, est un handballeur français évoluant au poste de demi-centre au HBC Nantes depuis 2019 et en équipe de France depuis 2021.

## Biographie
Aymeric Minne nait à Melun où son père Paul a évolué avant de porter le maillot du PUC ou de l'UMS Pontault-Combault.
Après que la famille Minne a rejoint Tournefeuille en région toulousaine, Aymeric et son frère Nicolas y découvrent le handball puis intègre le centre de formation du Fenix Toulouse Handball en 2013. 
En 2015, alors qu'il vient de brillamment remporter avec l'Équipe de France jeunes le Championnat du monde jeunes (en) aux côtés notamment de Melvyn Richardson et de Ludovic Fabregas, il décide de dénoncer la convention qui le lie au Fenix pour encore une saison, afin de s'engager avec le Pays d'Aix Université Club handball. S'il n'avait pas encore évolué en Division 1, Philippe Gardent, le nouveau manager toulousain, comptait intégrer Aymeric Minne au sein de l'effectif pro pour l'aguerrir au handball de haut niveau. Pour Gardent, . Pour Aymeric Minne, cette décision, mûrement réfléchie, a été prise notamment dans le but de poursuivre le travail entrepris en sélection avec Éric Quintin (puisque l’entraîneur national va intervenir en soutien de Marc Wiltberger et Didier de Samie dans le staff aixois) mais aussi collaborer avec Jérôme Fernandez qu'il avait côtoyé lorsqu'il était encore au Fénix.
Il s'impose rapidement au PAUC, jouant 24 matchs et marquant 79 buts pour sa première saison. Il est même nommé à l'élection du meilleur joueur du mois de novembre en Championnat de France. En 2016, il est pour Jérôme Fernandez, désormais entraineur du club aixois, « son meilleur joueur depuis le début de saison. ». À l'issue de la saison 2016-2017, il figure parmi les 5 joueurs nommés à l'élection du meilleur espoir du championnat.
À l'été 2017, il participe avec l'Équipe de France junior au championnat du monde junior 2017 où il remporte la médaille de bronze.
Courtisé par de nombreux clubs dont le Montpellier Handball, il annonce en avril 2019 qu'il quittera le Pays d'Aix Université Club handball en 2020 pour rejoindre le HBC Nantes. Le Nantais Nicolas Claire faisant le chemin inverse et les 2 joueurs souhaitant rejoindre leurs nouveaux clubs respectifs dès l'été 2019, un accord est finalement trouvé entre les parties pour que l'échange puisse se faire.
Il connaît sa première sélection en équipe de France le 2 mai 2021 face à la Grèce lors du dernier match de qualification pour l'Euro 2022 et fait partie du groupe emmené par le sélectionneur Guillaume Gille pour disputer la compétition en Janvier 2022.
Blessé à la cheville en octobre 2022, il subit une opération qui l'éloigne des terrains plusieurs mois et ne lui permet pas de participer au Championnat du monde 2023.

## Palmarès

### En équipes de France
Équipe de France A
- Médaille de bronze au championnat du monde 2025 en Norvège, en Croatie,et au Danemark

Équipes de France jeunes et junior
- Médaille de bronze du Championnat du monde junior 2017
- Médaille de bronze du championnat d'Europe des -20 ans en 2016
- Vainqueur du championnat du monde jeunes en 2015

### En club
Compétitions internationales
- C1 : Ligue des champions
  - 4e en 2021

Compétitions nationales
- Championnat de France
  - Vice-champion (3) : 2020, 2022 et 2024
- Coupe de France (3) :
  - Vainqueur (2) : 2023 et 2024
  - Finaliste (1) : 2022
- Coupe de la Ligue (2) :
  - Vainqueur (1) : 2022
- Trophée des champions (3) :
  - Vainqueur (2) : 2022 et 2024
  - Finaliste (1) : 2023